# Кинодоктор
Кинодоктор — российская компания, расположенная в Москве. Занимается предоставлением в аренду гримёрно-костюмерных автокомплексов, оказывает комплекс услуг для кинопроизводства и event-индустрии, помогает в реализации BTL-акций и outdoor рекламных кампаний.

## История компании
Компания была основана в 2007 году и сначала специализировалась только на сдаче в аренду гримёрно-костюмерных автокомплексов для нужд кинопроизводства. Основной упор был сделан на усовершенствовании внутреннего оборудования гримёрно-костюмерных автокомплексов под потребности именно киноиндустрии. Компания и по сей день предоставляет специализированные автокомплексы, оборудованные всем необходимым для съемочного процесса.
Но если в первые годы существования гримёрно-костюмерные автокомплексы предоставлялись только для съёмки кинокартин, то в 2009 году компания впервые приняла участие в проекте, несвязанным с кино — это был музыкальный фестиваль Спасская башня. В 2011 году «Кинодоктор» продолжает развиваться и в её перечень услуг добавляются BTL-акции, outdoor- кампании, а также роуд-шоу.

## Общественная деятельность
В 2010 году в рамках ежегодной премии CPS Award «За достижения в области кинопроизводства» компания получила специальный приз «Открытие года».
В 2012 году также в рамках ежегодной премии CPS Award компания получила награду «За внедрение новых стандартов комфорта в киноиндустрии».
Также в 2012 году компания приняла участие в качестве партнёра во Всероссийском фестивале авторского короткометражного кино «Арткино».

## Акционеры компании
- Александр Пальмов, сооснователь девелоперской группы компаний МИЦ — 34 %
- Дмитрий Сенюк, владелец рекламного агентства «Ацтек Медиа» — 33 %
- Евгений Непейвода, управляющий партнёр — 33 %.

## Проекты
Среди проектов, в которых участвовал «Кинодоктор» числятся такие работы, как:

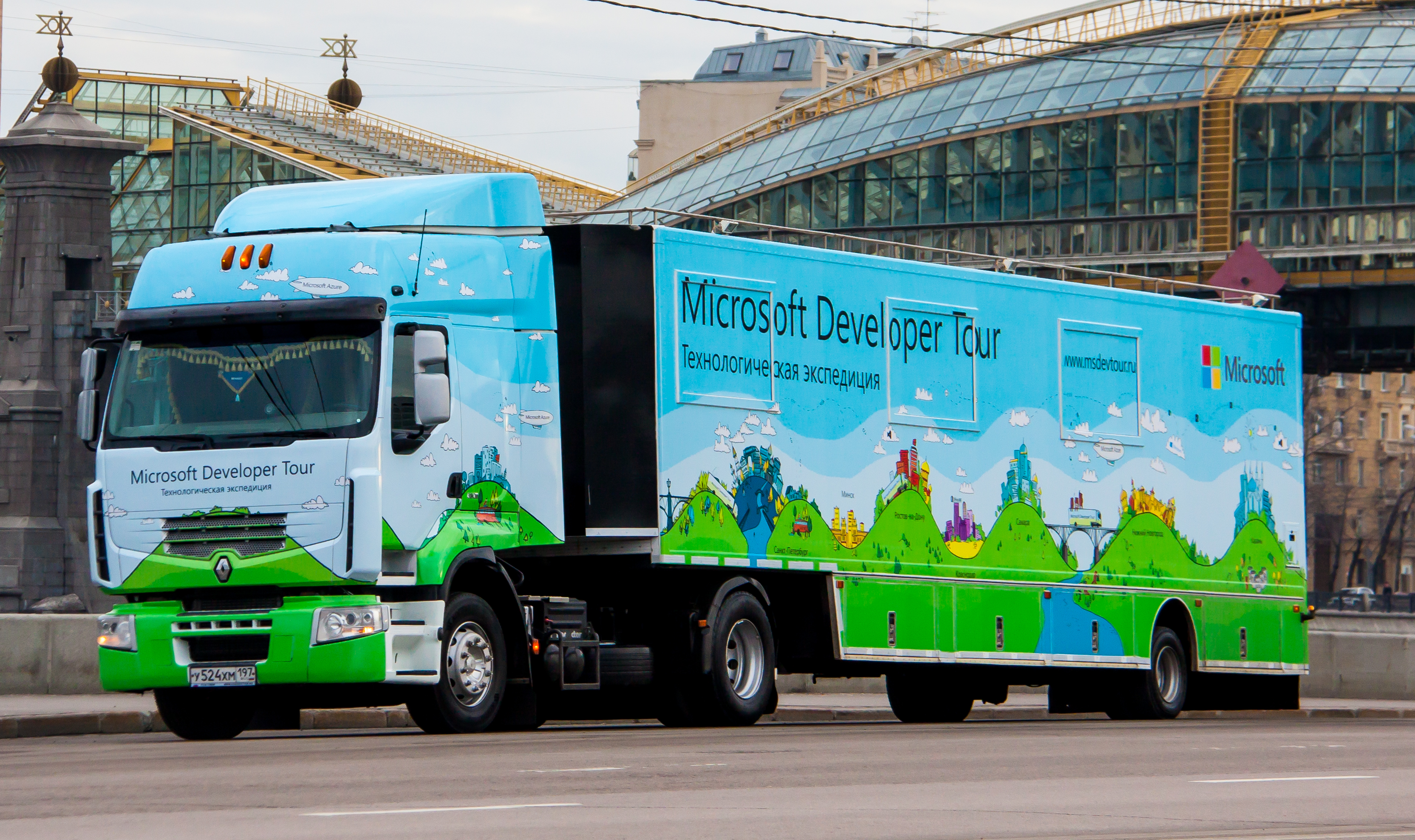
Роад-шоу Microsoft

- роуд-шоу Microsoft[4], eBay, Mary Kay;
- «Сталинград» Федора Бондарчука, все «Елки», «Мамы» Тимура Бекмамбетова, «Высоцкий. Спасибо, что живой» Петра Буслова, «Вычислитель» Дмитрия Грачева, «Духless» Романа Прыгунова, «Легенда № 17» и «Экипаж» Николая Лебедева;
- BTL-и outdoor-акции для Reebok, ТВ-3, Michelin[5].